# 下田文代
下田 文代（しもだ ふみよ、1967年1月6日 - ）はRKB毎日放送アナウンサー。以前はRKB毎日放送 報道部所属の記者、キャスター、ラジオパーソナリティ。福岡県春日市出身。

## 人物
- 福岡県立筑紫高等学校・福岡女子大学卒業
- 福岡女子大学時代にKBCラジオの平日帯 夜ワイド番組『PAO〜N ぼくらラジオ異星人』の女子大生アシスタント「DJギャル」を務めた。この時は「アルバイトの一つのつもり」だったということで、「これをきっかけに放送業界へ」という思いは無かったという[1]。その後、同じく大学生時代にNHK福岡放送局の朝のテレビニュースのアシスタントを2年間務める[1]。
- 1989年4月、RKB毎日放送に入社[1]。同期は服部義夫(元アナウンス部長、現在はスポーツ部所属)、大村由紀子（現在は報道部所属）。入社当初の一年間はアナウンサーであったが、その後は報道記者、ニュース番組のキャスターとして活動。2019年の人事異動でアナウンサーとして、30年振りに復帰した。
- 2016年11月8日（火）午前5時頃に発生した福岡市地下鉄七隈線陥没事故をネットワークトゥデイ（TBSラジオ）でリポート。2016年 下半期のJRN優秀賞を受賞[2]。
- 2023年12月30日、KBC開局70周年記念番組・『PAO〜N』放送開始40周年記念番組として、『BBIQ presents 復活! PAO～N ぼくらラジオ異星人』を21:00 - 24:30に放送。DJギャルを務めた下田は同番組にRKBアナウンサーとして、福岡のラテ兼営局でライバル局同士という局の垣根を超えて出演した[3]。出演時は自身のDJギャルとしての任期が一年ではなく半年だった理由を「（DJギャル時代のフリートークが）下手だったから」と述べ、その後のNHK福岡に出演していた当時も本人曰く「相変わらず下手だった」ということで、素人のままで終わりたくない、プロとしてやっていきたいという思いが強くなり「その下手さがRKB入社後に報道畑で活躍するきっかけとなった」と述べている[1]。

## 現在の出演番組
- 仲谷一志・下田文代のよなおし堂
- ＃さえのわっふる（ナイターオフ期の17時台「＃さえのわっふる ボナセラータ」パーソナリティ）
  - ネットワークトゥデイ（2023年4月 - ）ニュースデスク[4]
- 下田文代 リーダーズストーリー
- 財津和夫　虹の向こう側　アシスタント
- RKBニュース（不定期）
- RKB50ニュース（不定期）

## 過去の出演番組
- 今日感テレビ（テレビ、下田の出演は金曜18:16～）

2006年10月より出演。当時金曜15・16時台アシスタント・中西久美が退職してアナウンサーでは無いので金曜夕方のローカルニュースは川上政行、坂田周大アナ、下田の3人が伝えている。なお、2006年末までは妊娠している池尻和佳子の負担軽減のため木曜も担当。池尻は2008年に復帰したが子育てのため17時前に出演終了するので下田が引き続き金曜出演を継続
- RKBニュースワイド（テレビ）
- トークラウンジ（テレビ、日曜深夜の対談番組）
- 櫻井浩二 インサイト
- エナジー&シナジー
- 下田文代のビタミンチャージ
- ウィ・ラブ・ヒューマン